# Klaus Mehnert

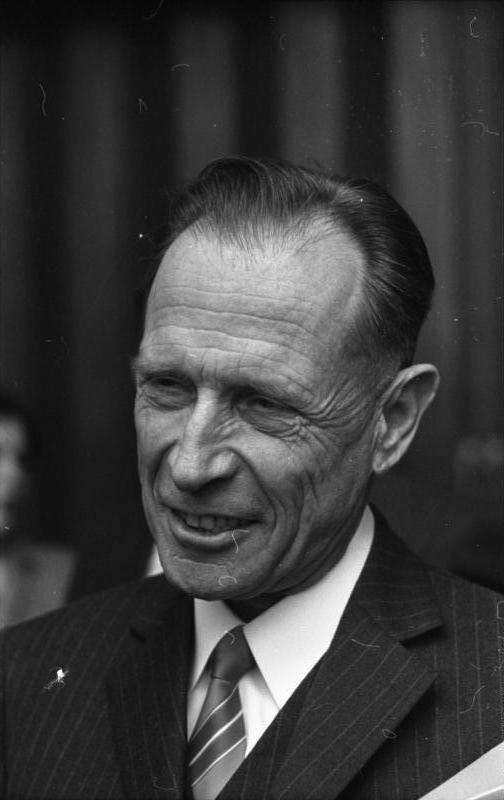
Klaus Mehnert (1970)

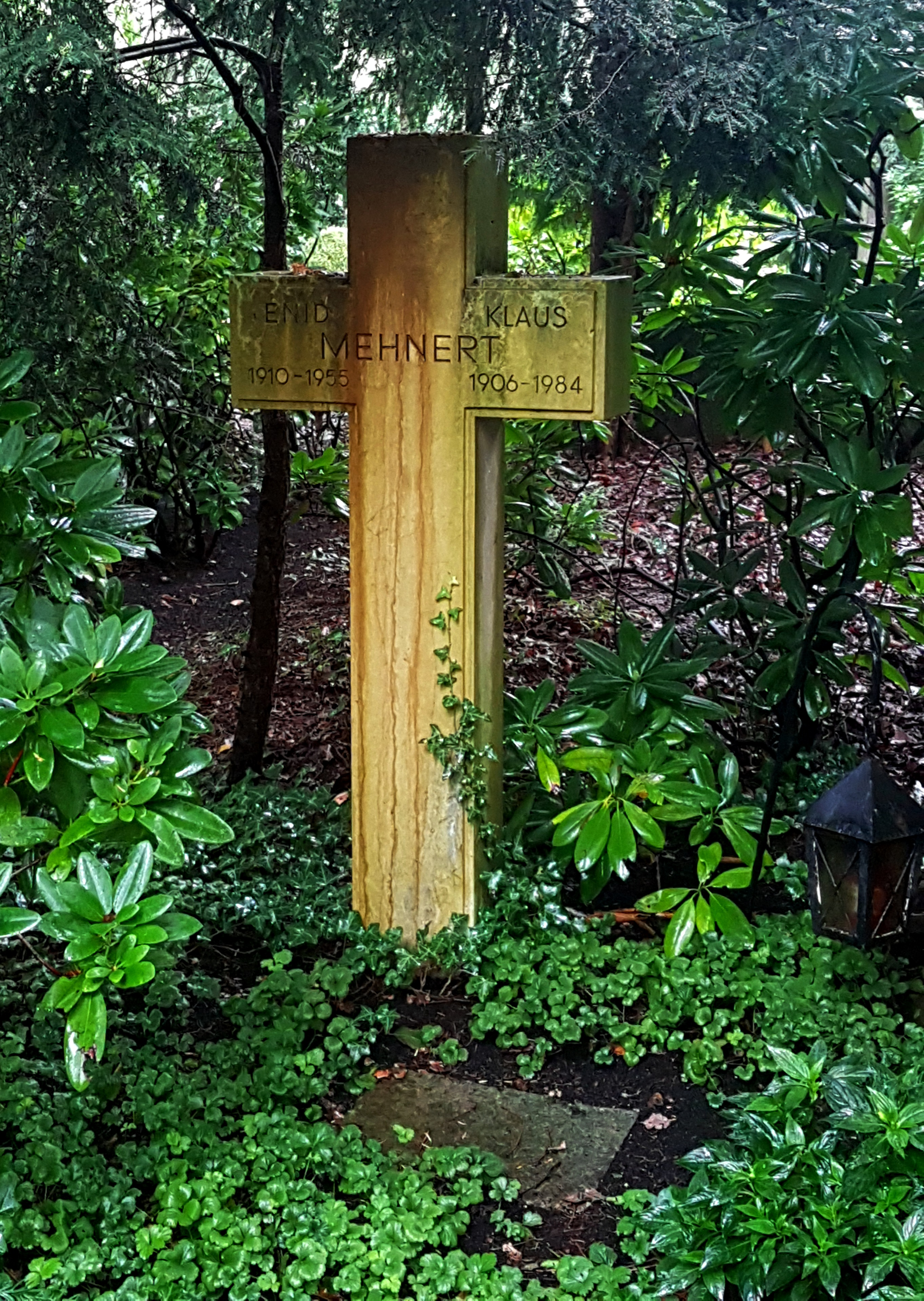
Grabmal auf dem Stuttgarter Waldfriedhof

Klaus Mehnert (* 10. Oktober 1906 in Moskau; † 2. Januar 1984 in Freudenstadt) war ein deutscher Journalist, Publizist und Hochschullehrer.

## Leben
Klaus Mehnerts Vater Hermann Mehnert war Kunstdruckereibesitzer und Maler in Moskau und fiel im Ersten Weltkrieg 1917 als deutscher Offizier in Flandern. Seine Mutter Luise (1882–1946) war eine Tochter von Julius Heuß (1832–1907) aus Walddorf, der Schokoladenfabrikant und Kaufmann in Moskau war. Mehnerts jüngerer Bruder Frank (1909–1943) war ein enger Vertrauter Berthold von Stauffenbergs und Stefan Georges und später als Bildhauer unter dem Pseudonym Victor Frank tätig. Mehnert wuchs nach eigener Angabe in einer dem Zeitgeist entsprechenden „betont nationalbewussten Atmosphäre“ auf und vertrat dieses „einfache und geschlossene Weltbild“, bis er 1919 als Dreizehnjähriger im Rahmen eines durch das Rote Kreuz vermittelten, viermonatigen Aufenthaltes in einer schwedischen Familie begann, sich damit kritisch auseinanderzusetzen. In den 1920er Jahren habe er „zum Nationalismus und einem nichtmarxistisch verstandenen, nicht präzisen Sozialismus“ geneigt. Er war politisch interessiert und suchte so auch Diskussionsveranstaltungen der KPD und NSDAP auf, ordnete sich aber keiner politischen Richtung zu.
Nach dem Schulbesuch in Stuttgart und Studienjahren in Tübingen, München und Berkeley/Kalifornien promovierte Klaus Mehnert 1928 in Berlin bei dem Pionier der Osteuropa-Forschung Otto Hoetzsch mit einer Arbeit über den „Einfluß des Russisch-Japanischen Krieges auf die große Politik“. In Tübingen wurde er Mitglied der Studentenverbindung AG Stuttgardia. Während der Schul- und Studienzeit bereiste Mehnert zunächst Europa und unternahm 1928 bis 1929 eine Weltreise, finanziert durch ein Stipendium des Deutschen Akademischen Austauschdienstes, die ihn u. a. in die U.S.A., nach Japan, China und in die Sowjetunion führte. Die gewonnenen Eindrücke legten das Fundament für seine später als „deutscher und europäischer Weltbürger“ bezeichnete Weltanschauung.
Danach arbeitete er als Sekretär des Deutschen Akademischen Austauschdienstes in Berlin sowie vorübergehend als Bergmann auf einer Zeche in Dortmund. 1931 bis 1934 war er Generalsekretär der Deutschen Gesellschaft zum Studium Osteuropas in Berlin und zugleich Redakteur der von Otto Hoetzsch begründeten Zeitschrift Osteuropa. 1932 nahm Mehnert von Anfang an, wie sein Lehrer Hoetzsch, an der Arbeitsgemeinschaft zum Studium der sowjetrussischen Planwirtschaft (Arplan) teil. In diesen Jahren verbrachte Mehnert die Sommermonate in der Sowjetunion. Er sprach so gut Russisch, dass er in der Sowjetunion oft nicht als Deutscher erkannt wurde. Mehnert heiratete 1933 Enid Keyes (* 1910, † 1955), die Tochter eines Rechtsanwalts in Berkeley.
Von 1934 bis 1936 als Korrespondent für deutsche Zeitungen in Moskau tätig, bereiste Mehnert erneut China, Japan und Amerika. 1934 geriet Mehnert in das Visier der Gestapo, als man bei Ernst Röhm Korrespondenz mit ihm fand und er zu Verhören nach München beordert wurde. Obwohl Mehnert das überstand, nahm der Druck auf ihn zu und mündete 1936 im Ausschluss aus der Reichspressekammer. Mehnert verließ daraufhin die Sowjetunion und lehrte von 1936 bis 1937 als Gastprofessor in Berkeley neuere Geschichte und Politikwissenschaft. Von 1937 bis Juni 1941 war er ordentlicher Professor der gleichen Disziplinen an der Universität Honolulu. Obwohl Mehnert de facto ein Berufsverbot als Journalist hatte, wurde er aufgrund seiner guten Beziehungen zum seinerzeit für Propaganda in Fernost zuständigem Adam von Trott von 1941 bis 1945 Herausgeber der englischsprachigen Zeitschrift The XXth Century, die im Auftrag des deutschen Auswärtigen Amtes in Shanghai die Auslandspropaganda für die Politik Nazideutschlands betrieb. Er behielt diese Aufgabe auch noch nach der Hinrichtung Adam von Trotts als Widerstandskämpfer 1944. Mehnert war zudem Professor für Geschichte und Politikwissenschaft an der deutschen Medizinischen Akademie und der St. John’s University in Shanghai.
Nach der Einnahme Shanghais durch die Truppen der USA und Chiang Kai-sheks war er 1945 bis 1946 in China interniert und wurde 1946 nach Deutschland zurückgebracht, wo er zunächst in ein Repatriierungslager für Auslandsdeutsche auf den Hohenasperg kam. Danach arbeitete er zunächst im Evangelischen Hilfswerk mit an der Studie über „Die Lebensverhältnisse in Deutschland 1947“ und von 1948 an als Osteuropa-Referent im Deutschen Büro für Friedensfragen in Stuttgart. Seit 1949 gehörte er der Redaktion der Wochenzeitschrift Christ und Welt an, davon bis 1954 als Chefredakteur, seit 1950 war er außenpolitischer Kommentator des Süddeutschen Rundfunks, 1951 übernahm er die redaktionelle Leitung der wiedergegründeten Zeitschrift Osteuropa, arbeitete seit dessen Gründung 1962 für den Deutschlandfunk und berichtete seit 1963 im ZDF regelmäßig über politische Themen.
Nach dem Zweiten Weltkrieg unternahm Mehnert ausgedehnte Studienreisen nach Nord- und Westafrika, in den Nahen Osten und nach Südostasien sowie 1954/55 eine Weltreise. 1955 berichtete er aus Moskau von den Verhandlungen Adenauers mit der sowjetischen Führung, 1956 war er beim XX. Parteitag der KPdSU, 1957/58 bereiste er China und monatelang die Sowjetunion. 1961 übernahm er den neu geschaffenen Lehrstuhl für Politische Wissenschaften an der Technischen Hochschule in Aachen, den nach seinem Ausscheiden Kurt Lenk übernahm. Sein Assistent in Aachen war Winfried Böttcher. 1962 wählte die Akademie der Wissenschaften und der Literatur in Mainz Mehnert zum ordentlichen Mitglied.
1963/64 besuchte er nach Gastvorlesungen an der Harvard University 18 Staaten Lateinamerikas und Asiens, anschließend wiederum die Sowjetunion. Als Experte für Ost- und Asienpolitik beriet er die Bundeskanzler von Konrad Adenauer bis Helmut Schmidt. 1971 war Mehnert einer der ersten namhaften Europäer, die nach der Kulturrevolution nach China reisen durften. Die Reiseeindrücke veröffentlichte er im Buch China nach dem Sturm.
Mehnerts Grab befindet sich auf dem Waldfriedhof Stuttgart.

## Klaus-Mehnert-Preis und Stiftung – Europainstitut Klaus Mehnert
Von der Deutschen Gesellschaft für Osteuropakunde e. V. wird der Klaus-Mehnert-Preis verliehen. Die Klaus-Mehnert-Gedächtnis-Stiftung fördert die Beziehungen zwischen dem deutschen und dem russischen Volk.
Das Europainstitut Klaus Mehnert in Kaliningrad unterstützt die regionale Zusammenarbeit auf deutsch-russischer Ebene. Die Hauptaufgabe besteht in der Organisation eines postgradualen Studiengangs, der junge Menschen aus Ost- und Westeuropa zusammenführen soll, indem sie sich mit der europäischen Geschichte und Gegenwart auseinandersetzen. Das Institut wurde im September 2005 in Kooperation des Lehrstuhls für politische Wissenschaft der RWTH Aachen und der KGTU (Staatlichen Technischen Universität in Kaliningrad) unter der wissenschaftlichen Leitung von Winfried Böttcher und Victor Ivanov ins Leben gerufen.

## Werk
Mehnert unternahm seit seinen Studienjahren Auslandsreisen. Dank seiner journalistischen Begabung und seines politischen Urteilsvermögens verstand er sich als „leidenschaftlicher Erklärer der bestehenden Welt“. In einer Reihe von Büchern zog Mehnert Bilanz seiner Weltreisen und politischen Beobachtungen.
Neben seinen meistbeachteten Büchern Der Sowjetmensch und Peking und Moskau, die hohe Auflagen erreichten und in zahlreiche Sprachen übersetzt wurden, verschafften ihm seine Kommentare zu aktuellen und weltpolitischen Ereignissen in Presse, Funk und Fernsehen besondere Publizität.

### Der deutsche Standortund politische Auffassungen
In seinem Buch Der deutsche Standort hat Mehnert seine eigenen politischen Auffassungen am deutlichsten dargelegt. Seine Schrift verstand er als einen Beitrag dazu, den „deutschen Standort“ zu definieren, seinen Weg in die Zukunft mitzubestimmen. Ohne einen fest umrissenen Standort, ohne eine Vision stehe Deutschland vor unüberwindbaren Problemen, vor Unsicherheit, Orientierungslosigkeit und Hilflosigkeit, die es weder dazu befähigen würde, einen Beitrag zur Lösung der globalen Probleme nach zwei Weltkriegen zu leisten, noch dabei hilfreich sein könnte, das schlechte Bild, das die Welt von den Deutschen hatte, zu verbessern.
In dem Kapitel Wir Deutschen und die Vergangenheit versucht er, die vielgeschmähte Natur des Deutschen zu erklären und kommt zu dem Schluss, dass das deutsche Volk keinen grundsätzlich „verbrecherischen Charakter“ besitze und die „Deutsche Diktatur“ und deren Verbrechen nicht eine nur den Deutschen eigene und unabdingbar vorhersehbare Kette von Handlungen, Ursachen und Wirkungen war.
In der Analyse der nationalsozialistischen Verbrechen betont er, dass es vor allem die zwei „deutschen Tugenden“ – Pflichttreue und Disziplin – waren, die erheblichen Anteil an dem Ausmaß der Gräueltaten hatten, denn Hitler und Himmler hätten die überwiegende Mehrheit ihrer Gefolgsleute eben nicht dadurch beeinflussen können, indem sie an Sadismus, Raub-, Mordlust und Hass appellierten, sondern weil sie es verstanden hatten, die Menschen an ihrer Pflichttreue, ihrer Disziplin, am Stolz auf ihre eigenen Autorität und hierarchische Befehlsgewalt zu packen. Sie hätten es also verstanden, nationale Tugenden in nationale Laster zu verwandeln, woraus Mehnert folgerte, dass Disziplin und Gehorsam an moralisch legitime Inhalte gebunden sein müssen.
Auch die Schuld am Ausbruch des Ersten Weltkrieges, mit der er sich schon 1933, im Zuge seiner Arbeit für die osteuropäische Gesellschaft, beschäftigt hatte, sah er nicht allein auf Seiten Deutschlands, sondern betonte den Anteil der damaligen russischen Zarenregierung. Er wollte allerdings nie die Schuld Deutschlands generell leugnen, sondern forderte vielmehr eine gewisse Objektivität und gab sich mit pauschalen Urteilen über ein ganzes Volk nie zufrieden.
Mehnert war einerseits Patriot und wollte Deutschland auch nach dem Zweiten Weltkrieg einen festen Platz in der Gemeinschaft der europäischen Völker einräumen, der seines Erachtens notwendig war und auf den Deutschland auch Anspruch habe. Er hatte aber kein Verständnis für die Klagen vieler Nachkriegsdeutscher über das Verhalten der Alliierten, da er die Schuld und die Verbrechen der „Deutschen Diktatur“ unter Hitler vollständig anerkannte und das Verhalten der Siegermächte als legitim ansah.
In darauffolgenden Kapiteln beschäftigt er sich mit der Frage, wie es mit Deutschland weitergehen sollte, und kommt zu dem Schluss:

„Ein politischer Riese zu werden kann nicht unsere Sache sein. Aber ein 75-Millionen Volk im Herzen Europas braucht eine Vorstellung von seinem Platz in der Welt, soll es sich nicht selbst verächtlich werden. Der gefährliche Glaube an eine Weltmission ist uns heute so fern gerückt, dass wir ihn auch bei anderen nur mit Kopfschütteln wahrnehmen können. Unsere aktuelle Gefährdung liegt eher im Gegenteil – in der Überschätzung des Privaten, in der Abkehr von der Verantwortung für die Gesellschaft.“

Angemessen sei das Bemühen um „würdige Aufgaben“, die aber nur von einem modernen Volk und einer modernen Gesellschaft erfüllt werden können, und in genau dieser Hinsicht stehe es um Deutschland als Bildungs-, Forschungs- und als Wirtschaftsstandort sehr schlecht. In vielen Bereichen kaum vertreten (Flugzeugbau, Computerentwicklung et cetera), prognostizierte er einen täglich größer werdenden Abstand zu den Spitzennationen, ein Abgleiten in die Zweit- oder gar Drittrangigkeit und, über kurz oder lang, eine Abhängigkeit von führenden Weltmächten.
Weiterhin kritisierte er die starken Klassen- und Standesschranken, das Sträuben vieler Deutscher gegen eine „Leistungsgesellschaft“ und die Vorstellung, Klassenschranken allein durch Wohlstand aufheben zu können, denn Erziehung und Bildung seien der entscheidende Maßstab und es wären diese zwei Faktoren, die in der zukünftigen Wissensgesellschaft eine besondere Relevanz erfahren würden.
Ebenso beschäftigte sich Mehnert mit der deutschen Teilung und dem Ost-West-Konflikt. Da er davon ausging, dass die „Eine Welt“, also die eine vereinigte Weltgemeinschaft auch längerfristig nicht realisierbar wäre, kam er zu dem Schluss, dass Frieden und Freiheit am ehesten dann erreichbar seien, wenn einige wenige Großmächte nebeneinander bestehen und durch vielfältige Beziehungen miteinander verbunden sind. Zu den bestehenden Großmächten USA, UdSSR und später auch China sollte im Laufe der Zeit noch eine weitere hinzustoßen, nämlich das vereinigte Europa. Ohne ein nennenswertes Atomwaffenarsenal wäre dieses den Supermächten zwar nicht ebenbürtig, aber das Ziel könne darin bestehen, zu einer geistigen und intellektuellen Größe heranzuwachsen.
Weiterhin wünschte er sich ein Europa, in dem jedes Land seine Traditionen und seine Kultur beibehalten könnte.
Mehnert betonte stets den Gedanken der nationalen Wiedervereinigung: „Ist sie auch noch nicht zur politischen Gestaltung herangereift, so müssen sich doch die jungen Deutschen auf sie unablässig und mit allem Ernst innerlich vorbereiten, weil sie sich unweigerlich stellen wird und dann eines der bedeutendsten und erregendsten Ereignisse unserer nationalen Geschichte sein wird: die Wiedervereinigung unseres Volkes.“ (Asien, Moskau und Wir, 1956, S. 425)

## Ehrungen
- 1967: Großes Verdienstkreuz der Bundesrepublik Deutschland
- 1976: Großes Verdienstkreuz mit Stern des Verdienstordens der Bundesrepublik Deutschland

## Veröffentlichungen

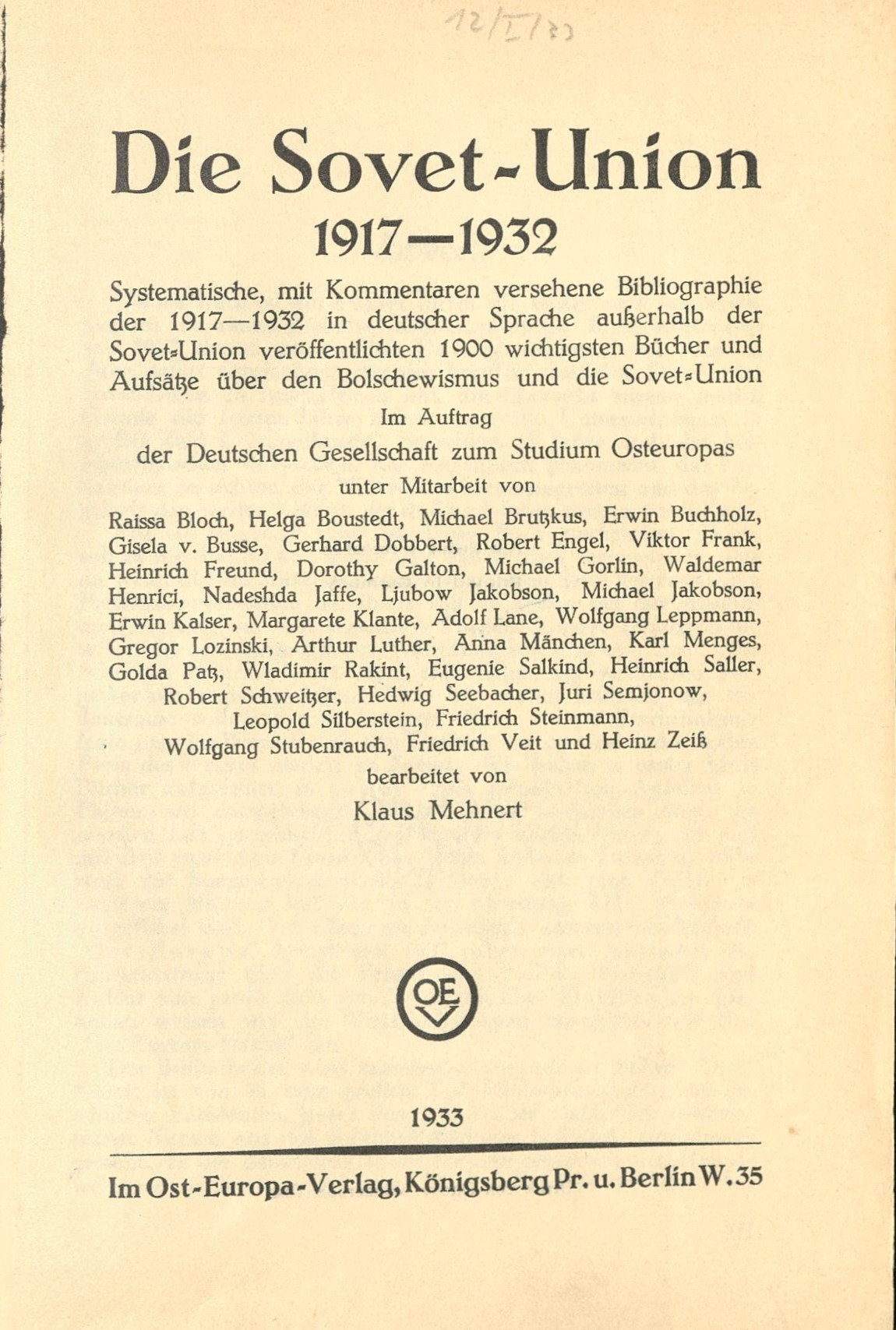
Bibliographie (1933)

- Ein deutscher Austauschstudent in Kalifornien (1930)
- Die Sowjetunion 1917–1922, Bibliogr. (1932)
- Jugend in Sowjet-Russland (1932)
- The Russians in Hawaii 1804–1819 (1939)
- 東亞に立ちて [Tōa ni tachite] (Tokio 1942)
- XXth Century, Shanghai; Herausgeber dieser vom AA finanzierten Zeitschrift 1941–1945[5]
- Weltrevolution durch Weltgeschichte. Die Geschichtslehre des Stalinismus (1951)
- Asien, Moskau und wir (1956)
- Der Sowjetmensch (1958, Neuauflage 1981) ISBN 3-499-16602-X
- Peking und Moskau (1962) (Platz 1 der Spiegel-Bestsellerliste vom 8. August 1962 bis zum 5. März 1963)
- Maos zweite Revolution (1966)
- Der deutsche Standort (1967) ISBN 3-436-00979-2 (Platz 1 der Spiegel-Bestsellerliste vom 17. Juli 1967 bis zum 7. April 1968)
- Peking und die Neue Linke – in China und im Ausland (1969)
- China nach dem Sturm (1971) ISBN 3-423-00882-2 (Platz 1 der Spiegel-Bestsellerliste vom 13. September bis zum 24. Oktober 1971 und vom 8. November 1971 bis zum 23. Januar 1972)
- Moskau und die Neue Linke (1973)
- Jugend im Zeitbruch (1976)
- Kampf um Maos Erbe (1977) ISBN 3-548-03501-9
- Maos Erben machen’s anders (1979) ISBN 3-426-03633-9
- Ein Deutscher in der Welt. Erinnerungen (1981) Autobiographie; ISBN 3-421-06055-X
- Über die Russen heute. Was sie lesen, wie sie sind (1983)

Sein Privatarchiv wird im Hauptstaatsarchiv Stuttgart aufbewahrt, das ihm zur 100. Wiederkehr seines Geburtstages 2006 eine Ausstellung widmete.